# تشارلز بي. لوكهارت
تشارلز بي. لوكهارت هو سياسي كندي، ولد في 14 فبراير 1855 في مونكتون في كندا، وتوفي في 1948. انتخب عضو الجمعية التشريعية لنيو برونزويك ‏.